# José Figueroa Alcorta

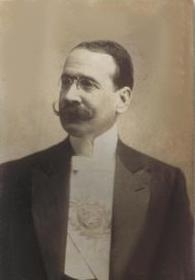
José Figueroa Alcorta

José Figueroa Alcorta (* 20. November 1860 in Córdoba; † 27. Dezember 1931 in Buenos Aires) war vom 12. März 1906 bis zum 12. Oktober 1910 argentinischer Staatspräsident. Er gehörte der Partido Autonomista Nacional an. 
Figuera Alcorta wurde in Córdoba als Sohn von José Figueroa und Teodosia Alcorta geboren. Er gehörte zunächst dem Abgeordnetenhaus der Provinz Córdoba an, bevor er 1895 Gouverneur der Provinz wurde. 1898 wurde er Senator im Nationalkongress. 1904 wurde er Vizepräsident und 1906 Präsident. 
Er ist der einzige argentinische Präsident, der Ämter in den drei Säulen einer Demokratie innehatte: In der Legislative als Abgeordneter und Senator; in der Exekutive als Gouverneur, Vizepräsident und Präsident; in der Judikative als Richter (1915) und später Präsident (1929) am Obersten Gerichtshof Argentiniens. Nach ihm wurde die Avenida Figueroa Alcorta, eine Hauptstraße in Buenos Aires, benannt.
| Vorgänger       | Amt                                 | Nachfolger       |
| --------------- | ----------------------------------- | ---------------- |
| Manuel Quintana | Präsident von Argentinien 1906–1910 | Roque Sáenz Peña |

| Personendaten    | Personendaten                                         |
| ---------------- | ----------------------------------------------------- |
| NAME             | Figueroa Alcorta, José                                |
| KURZBESCHREIBUNG | argentinischer Politiker, Richter und Staatspräsident |
| GEBURTSDATUM     | 20. November 1860                                     |
| GEBURTSORT       | Córdoba                                               |
| STERBEDATUM      | 27. Dezember 1931                                     |
| STERBEORT        | Buenos Aires                                          |